# H2S (film)
Cet article concerne le film. Pour le composé chimique H2S, voir Sulfure d'hydrogène.
Pour plus de détails, voir Fiche technique et Distribution.
H2S est un film italien réalisé par Roberto Faenza et sorti en 1969.

## Synopsis
Après son arrivée dans une grande ville via un train futuriste, le jeune Tommasso se sent un peu désorienté. On lui propose alors de le loger dans un grand bâtiment universitaire du nom de TEKNE. La devise de l'institut est « formation et obéissance », car l'individualisme y est interdit et les étudiants doivent faire preuve d'une discipline exemplaire. Alors qu'une émeute est organisée par Béa, une étudiante, les dirigeants de l'institut parviennent à la réprimer et à tuer Béa en représailles. Dégoûté par cette violence, Tommasso s'enfuit avec une amie, Alice, dans les montagnes...

## Fiche technique
Sauf indication contraire, les informations mentionnées dans cette section peuvent être confirmées par la base de données cinématographiques IMDb,  présente dans la section « Liens externes ».
- Titre original italien : H2S[1]
- Réalisation : Roberto Faenza
- Scénario : Roberto Faenza
- Supervision du scénario : Maria Virginia Onorato
- Photographie : Giulio Albonico
- Montage : Roberto Perpignani (it)
- Musique : Ennio Morricone, dirigé par Bruno Nicolai
- Décors : Gianni Polidori (it)
- Costumes : Franco Carretti
- Trucages : Giuseppe Banchelli
- Production : Gianni Hecht Lucari (it), Fausto Saraceni (it)
- Société de production : Documento Film, Mars Film
- Pays de production :  Italie
- Langue originale : italien
- Format : Couleur par Eastmancolor - 35 mm
- Durée : 88 minutes (1 h 28[1])
- Genre : Drame de science-fiction
- Dates de sortie :
  - Italie : 5 septembre 1969

## Distribution
- Denis Gilmore : Tommaso
- Carole André : Alice
- Lionel Stander : Le professeur
- Giancarlo Cobelli : Le patron
- Paolo Poli : Le centenaire
- Franco Valobra
- Alfred Thomas
- Massimo Sarchielli (it)

## Exploitation
Peu vu à sa sortie, le film a fait l'objet de nombreuses plaintes quant à son propos politique, métaphore sur la violence du pouvoir et critique du consumérisme. Un propos revendiqué par Roberto Faenza qui se réclamait ouvertement de la gauche radicale et du mouvement de protestation étudiant soixante-huitard.
À la suite des plaintes, le film est saisi après quelques jours d'exploitation et il n'a jamais été reprojeté en salles depuis.